# David M. Jacobs
David Michael Jacobs (1942) és un historiador estatunidenc especialitzat en història del segle XX i cultura nord-americana. És sobretot conegut en el camp de la ufologia per les seves investigacions sobre suposades abduccions extraterrestres i ovnis.

## Formació
Jacobs va obtenir el doctorat a la Universitat de Wisconsin-Madison el 1973, en el camp de la història intel·lectual. Va escriure la seva tesi sobre la polèmica entorn dels ovnis als Estats Units El 1975 va publicar una edició revisada de la seva tesi amb el títol The UFO Controversy in America. Com a membre facultatiu del departament d'història de la Universitat de Temple, Jacobs es va especialitzar en extraterrestres grisos, geografia i història de la cultura popular nord-americana del segle xx. Des de fa més de 25 anys imparteix un curs sobre "Els ovnis en la sociedad nord-americana".

## Investigació ufològica
Jacobs té un perfil alt en el camp de la ufologia. Ha donat moltes conferències, ha estat entrevistat i ha participat en molts programes de ràdio i televisió sobre el tema de les abduccions extraterrestres.
En els últims anys, Jacobs ha defensat públicament que els resultats de les seves investigacions, que inclouen l'ús de la hipnosi regressiva sobre aquells que afirmen haver estat segrestats per extraterrestres, demostren que aquests últims estan creant híbrids entre humans i alienígenes per tal de portar a terme un programa secret d'infiltració, amb l'objectiu final de prendre el poder sobre la Terra.

 Jacobs afirma que aquests híbrids estan aprenent a mesclar-se en la societat de manera que no puguin ser distingits dels humans normals i que això està passant en tot el món.

## Obres
- The UFO Controversy in America. Bloomington: Indiana University Press, 1975 ISBN 9780253190062
- Secret Life: Firsthand Accounts of UFO Abductions. Nova York: Simon & Schuster, 1992 ISBN 0671748572
- The Threat:Revealing the Secret Alien Agenda. Simon & Schuster, 1998 ISBN 0-6848-1484-6
- UFOs and Abductions: Challenging the Borders of Knowledge. Lawrence, Kan.: University Press of Kansas, 2000. ISBN 0700610324